# Georg Schepss
Georg Schepss, auch Schepß, (* 26. Dezember 1852 in Schweinfurt; † 4. September 1897 in Speyer) war ein deutscher klassischer Philologe. Schepss war  Gymnasialprofessor am Gymnasium in Speyer.

## Leben
Georg verlor seinen Vater, Inhaber eines Kaufmannsgeschäfts, bereits mit fünf Jahren. Seine Erziehung lag nun allein in der Hand seiner Mutter, zu der er eine sehr enge Bindung hatte. Er besuchte das Gymnasium in Schweinfurt und zeigte bereits dort seine Vorliebe für das Klassische Altertum, die auch von seinem Lehrer, Professor Karl Bayer, gefördert wurde. Schepss verfasste später, nach dem Tod von Bayer, aus Dankbarkeit ihm gegenüber, einen Nekrolog, den er 1886 im Jahresbericht über die Fortschritte der klassischen Altertumswissenschaft veröffentlichte. Ab Herbst 1871 studierte er klassische Philologie an der Universität Erlangen und ab Ostern 1873 an der Universität Straßburg. Er schloss sich der Burschenschaft der Bubenreuther an, der er zeitlebens eng verbunden war. Im Frühjahr 1875 promovierte er an der Philosophischen Fakultät der Straßburger Universität mit der Dissertation De soloecismo zum Dr. phil. Ostern 1875 besuchte er noch für ein Semester die Universität München und bestand im Herbst gleichen Jahres das philologische Staatsexamen.
Von 1875 bis 1876 war Schepss als Assistent am Gymnasium in Ansbach angestellt. Bereits im Oktober 1876 erhielt er eine Stelle als Studienlehrer an der Lateinschule, einem Progymnasium, im mittelfränkischen Dinkelsbühl. Der kurze Aufenthalt in der ehemaligen Reichsstadt sollte für Schepss gesamte spätere schriftstellerische Tätigkeit von bestimmendem Einfluss sein. Er studierte die Handschriften der Oettingen-Wallersteinischen Bibliothek in dem benachbarten Maihingen und befasste sich vor allem mit den Schriften des Boethius, deren kritische Behandlung seine spätere Lebensaufgabe wurde. Erste Veröffentlichungen mit dem Titel Zwei Maihinger Handschriften über Sallust und Cicero erfolgten 1877 und 1878 im Programm Lateinschule Dinkelsbühl. Außerdem ordnete er das bis dahin stark vernachlässigte städtische Archiv in Dinkelsbühl neu.
Im Frühjahr 1880 folgte seine Versetzung an das Gymnasium in Würzburg. Dort fand er als Lehrer einen erheblich erweiterten Wirkungskreis und konnte enge Kontakte zur Würzburger Universität aufbauen. Die Universitätsbibliothek Würzburg mit ihrer umfangreichen Handschriftensammlung gab Schopss weitere literarische Anregungen. 1881 erschien im Würzburger Gymnasialprogramm sein Werk Handschriftlichen Studien zu Boethius de consolatione philosophiae, das wichtige Anregungen über die alten Scholien und die Kommentatoren des Boethius gab. Die Arbeit veranlasste die Kirchenväter-Kommission der Wiener Akademie, Schepss mit der Ausgabe der Schriften des Boethius für das Corpus der lateinischen Kirchenväter zu beauftragen. Zur Vorbereitung dieser Ausgabe reiste er in den Jahren 1884 und 1885 nach Paris und München zum Studium der dortigen Handschriften. Bei der großen Anzahl der Boethius-Handschriften überzeugte er sich allerdings bald, dass die Herausgabe sämtlicher Schriften von Boethius seine Kraft übersteige. Er beabsichtigte schließlich nur noch die Herausgabe der Consolatio, der Opuscula sacra und der auf Porphyrius und Aristoteles sich beziehenden Kommentare des Boethius, erlebte aber die Vollendung dieser Ausgabe nicht mehr.
Schepss war 1882 Mitautor einer Festschrift zum 300-jährigen Gründungstag der Würzburger Universität, in der er eine in München aufgefundene Handschrift vorstellte, eine wichtige Quelle zur Vorgeschichte der fränkischen Hochschule. 1886 arbeitete er sämtliche Pergamenthandschriften der Würzburger Universitätsbibliothek für den von der Bibliotheksverwaltung vorbereiteten Handschriften-Katalog durch. Ein Jahr später folgte seine Schrift über Die ältesten Evangelienhandschriften der Würzburger Universitätsbibliothek, die wichtiges Material über die ältesten lateinischen Bibelübersetzungen lieferte. Ebenfalls in seine Würzburger Zeit fiel die Ausgabe des in einer Maihinger Handschrift gefundenen Heldengedichts von Philipp Jakob Hamerer über den Schmalkaldischen Krieg, das 1884 im Neuen Archiv für Sächsische Geschichte erschien, und der Dialogus super auctores sive Didascolon des Konrad von Hirsau, das er im Würzburger Gymnasialprogramm 1889 veröffentlichte. Einen großen Erfolg hatte Schepss Handschriften-Forschung 1886 mit der Wiederentdeckung der literarischen Hinterlassenschaft des spanischen Bischofs Priscillianus, Priscillian, ein neu aufgefundener lateinischer Schriftsteller des 4. Jahrhunderts, der im Jahre 385 in Trier als Haupt einer ketzerischen Sekte hingerichtet wurde. Die elf originalen Schriften sind 1889 im 18. Band des Wiener Corpus erschienen. Einwendungen, die Karl Sittl gegen die Echtheit der Priscillianischen Schriften erhoben hatten, wies Schepss in einem Aufsatze Pro Priscilliano 1893 zurück.
1890 wurde Schepss als Gymnasialprofessor nach Speyer versetzt wurde. Hier wirkte er noch sieben Jahre. Er beschäftigte sich hauptsächlich mit der Vorbereitung seiner Boethiusausgabe, hatte aber auch noch Zeit für eine Reihe von kleineren Veröffentlichungen vorwiegend zur lateinischen Lexikographie und zur Geschichte der spätlateinischen und patristischen Literatur. Er verfasste außerdem zahlreiche Rezensionen. Georg Schepss starb am 4. September 1897, im Alter von 44 Jahren, in Speyer an einem Leber- und Darmleiden. Er war seit 1875 mit Wilhelmine Fischer, der Tochter eines Bezirksgerichtsrates aus Schweinfurt, verheiratet. Das Paar hatte drei Kinder, eine Tochter und zwei Söhne.

## Veröffentlichungen (Auswahl)
- De soloecismo. (Dissertationsschrift), Straßburg 1875. (Digitalisat.)
- Zwei Maihinger Handschriften. Dinkelsbühl 1878.
- Antonius Panormita, der Verfasser von Plautuskommentarien. München 1880.
- Handschriftliche Studien zu Boethius De consolatione philosophiae. Würzburg 1881. (Digitalisat, Programm der Königlichen Studien-Anstalt Würzburg für das Studienjahr 1880/81)
- Colloquia de scholis Herbipolensibus. (Festschrift), Würzburg 1882.
- Dr. Phil. Jak. Hamerers Heldengedicht über den schmalkaldischen Krieg. Dresden 1884. (Digitalisat.)
- Priscillian, ein neuaufgefundener lateinischer Schriftsteller des 4. Jahrhunderts. Würzburg 1886.
- Die ältesten Evangelienhandschriften der Würzburger Universitätsbibliothek. Würzburg 1887.
- Dialogus super auctores sive Didascalon. Würzburg 1889. (Digitalisat, Programm des kgl. alten Gymnasiums zu Würzburg für das Studienjahr 1888/89)
- Allitterierende Weissagung von Roms Untergang. München 1891.
- Zu den Statuten des Schwanenordens. Ansbach 1892.
- Pro Priscilliano. Wien 1893.